# Fairlie (Nouvelle-Zélande)
Pour les articles homonymes, voir fairlie.
La ville de Fairlie est une localité de service du district de Mackenzie, située dans la région de Canterbury dans l’Île du Sud de la Nouvelle-Zélande.

## Accès
De 1884 à 1968, la ville était desservie par la branche de Fairlie (en) du chemin de fer,, bien que depuis 1934, l’embranchement ferroviaire actuel se terminait à un kilomètre avant Fairlie au niveau du village d’Eversle.

## Population
Au recensement de 2006, la population était de 717 habitants.

## Activité
Siégeant sur le trajet en voiture allant de Christchurch à Queenstown, le tourisme est en train de devenir l’industrie majeure de la ville.

## Toponymie
Fairlie est connu habituellement comme la porte d’entrée dans le Bassin de Mackenzie.
Ce fut la première ville connue sous le nom de Fairlie's Creek et supposée avoir été dénommée ainsi parce qu’elle rappelait aux premiers colons la ville de Fairlie dans le North du comté d’Ayrshire en Écosse.

## Évènement
La ville de Fairlie accueille le Annual Mackenzie District Agricultural and Pastoral Show, chaque lundi de Pâques. La 105e rencontre annuelle a eu lieu en 2006.

## Éducation
La ville de Fairlie a 3 écoles :
- La Fairlie School est une école d’état contribuant au primaire allant de l'année 1 à 6[6]. Elle a un effectif de 122 élèves en mars 2019

- Le Mackenzie College est une école publique secondaire allant de l'année 7 à 13[7]. Elle a un effectif de 190 élèves en mars 2019
- L’école Saint Joseph's School est une école catholique, rattachée au service public pour le primaire, allant de l’année 1 à 8[8]. Elle a un effectif de 34 élèves en mars 2019.